# Kloster Obazine
Das Kloster Obazine (auch Aubazine oder Obasina) ist eine ehemalige Zisterzienserabtei in der Gemeinde Aubazines im Département Corrèze in der Region Nouvelle-Aquitaine in Frankreich.

## Lage
Die Kirche und der sich später entwickelnde Ort liegen auf einem bewaldeten Hochplateau über den Schluchten des Coiroux rund 14 km (Fahrtstrecke) östlich von Brive-la-Gaillarde in einer Höhe von ca. 293 m ü. d. M.

## Geschichte
Ein im Jahr 1134 oder 1142 gestiftetes Benediktinerkloster schloss sich 1147 als Tochterkloster von Cîteaux dem Zisterzienserorden an. Es nahm einen schnellen Aufschwung und gründete bis 1261 sechs Tochterklöster und zahlreiche Grangien. Mit dem 1142 gegründeten und nur etwa anderthalb Kilometer entfernten Nonnenkloster Coyroux bildete es eine Art Doppelkloster, was bei den Zisterziensern ungewöhnlich ist (vgl. Kloster Boulancourt). Zu Obazine gehörte die bekannte Mühle von Coucnaguet; darüber hinaus besaß es mehrere Häuser in Brive, ein Haus in Rocamadour und einen Salzspeicher in Cognac – all diese Besitztümer sorgten für zuverlässige Natural- oder Geldeinnahmen. Der Hundertjährige Krieg führte zur Verarmung des Klosters; außerdem war es für die immer geringer werdende Zahl von Mönchen viel zu groß geworden. So wurden im Jahr 1757 sechs Langhausjoche abgebrochen und die Westfassade der Kirche neu gestaltet. Während der Französischen Revolution wurde das Kloster im Jahr 1791 aufgelöst. Nach der Revolution wurde die Klosterkirche zur Pfarrkirche; die Klostergebäude wurden als Waisenhaus genutzt. Obazine war Sitz der charismatischen Erneuerungsbewegung „Verbe de Vie“ von ihrem Gründungsjahr 1986 bis 2010. Seit 2018 hat dort eine kleine byzantinisch-katholische Gemeinschaft ihren Sitz.

## Bauten und Anlage
Die ehemalige Klosterkirche wurde bis zum Jahr 1176 fertiggestellt; Innen- und Außenwände der Kirche zeigen eine exakte Steinbearbeitung. Das Mittelschiff ist spitztonnengewölbt und mit Gurtbögen unterzogen, die Seitenschiffjoche haben Kreuzgratgewölbe. Der Chor mit 5/8-Schluss wird durch drei Rundbogenfenster erhellt; darüber findet sich eine kleinere Fensterstellung mit einem Triumphbogenschema. Die Vierung, von der die beiden Querschiffsarme mit je drei Rechteckkapellen ausgehen, wird von einer Pendentifkuppel überragt, über der sich ein achteckiger Turm befindet. Die Kapitelle sind – wie bei den Zisterziensern üblich – schmucklos, aber ausgesprochen elegant gestaltet; die Last der Gurtbögen wird von vorgelegten Halbsäulen abgeleitet und (scheinbar) von Konsolen aufgenommen. Im Querschiff befindet sich das Grab des ersten Abts, des hl. Stephan, mit einem auf doppelten Bogenstellungen ruhenden Satteldach. In der Kirche steht ein Stollenschrank für liturgische Geräte mit romanischen Blendarkaden aus der zweiten Hälfte des 12. Jahrhunderts.
Von den nördlich der Kirche gelegenen Klausurgebäuden sind Sakristei und Kapitelsaal mit zwei mächtigen Monolithsäulen sowie der Mönchssaal erhalten. Das Refektorium liegt parallel zum ehemaligen Kreuzgang, der abgegangen ist. Eine Monumentaltreppe führt vom Dormitorium zum Querhaus. Vom ca. 1500 Meter entfernten Nonnenkloster Coyroux leitete ein Bewässerungskanal Wasser zum Kloster Obazine.

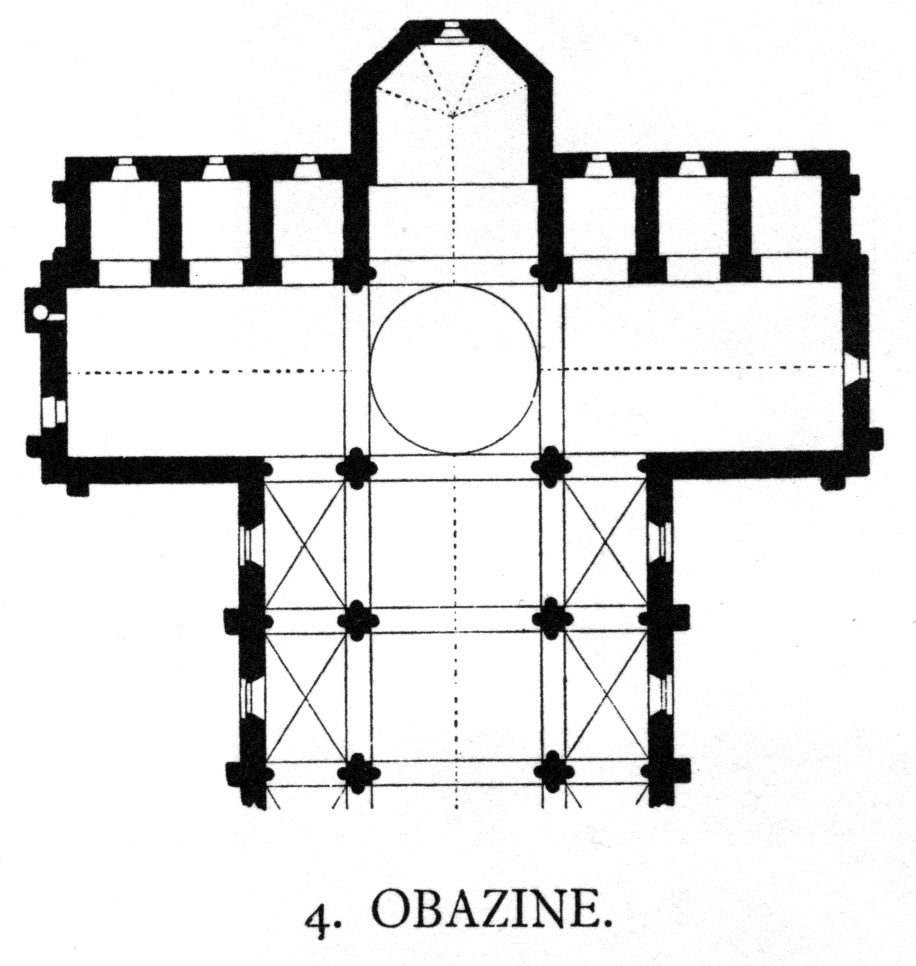
Grundriss der Kirche
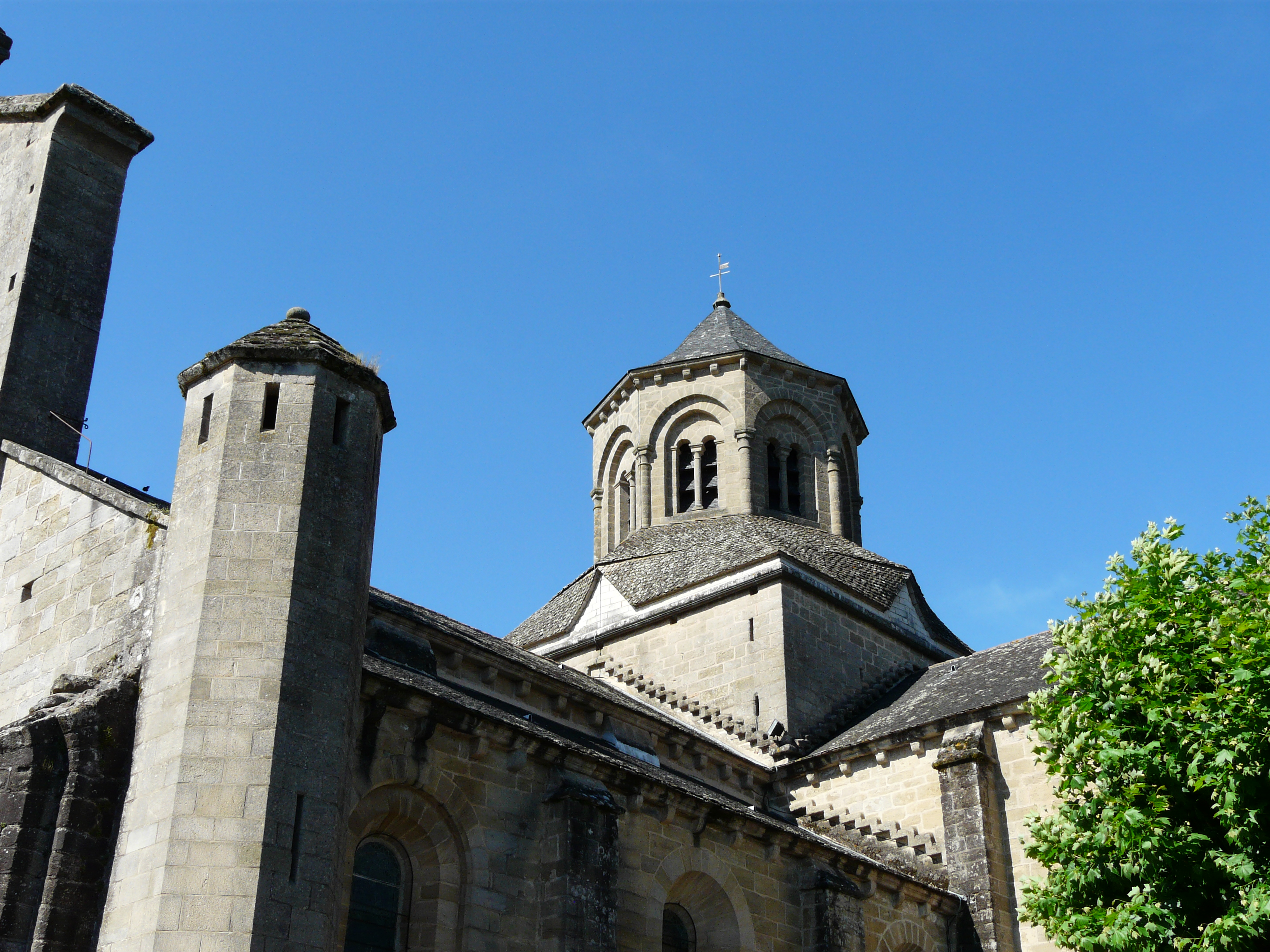
Oktogonaler Vierungsturm
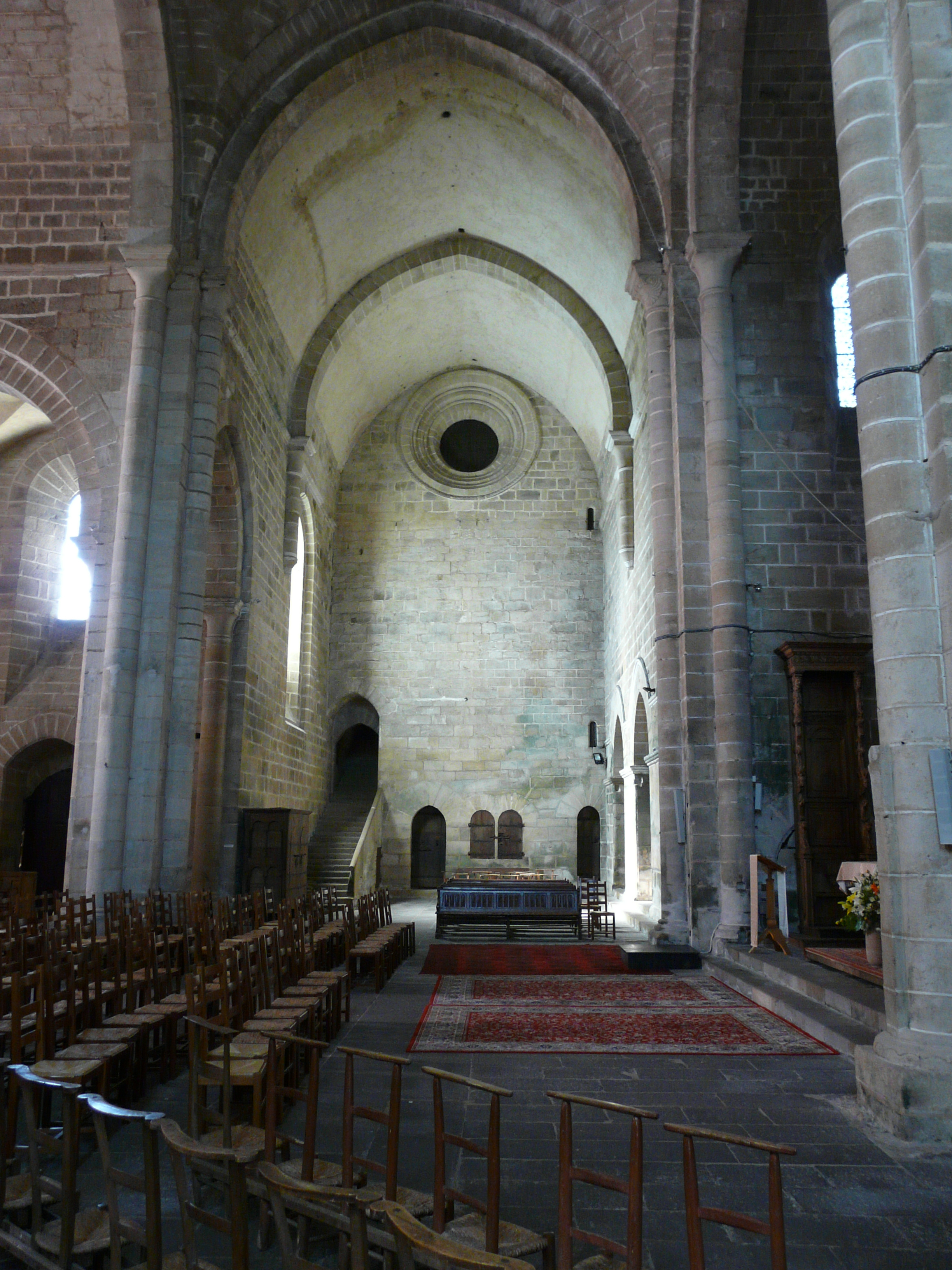
Nördliches Querhaus
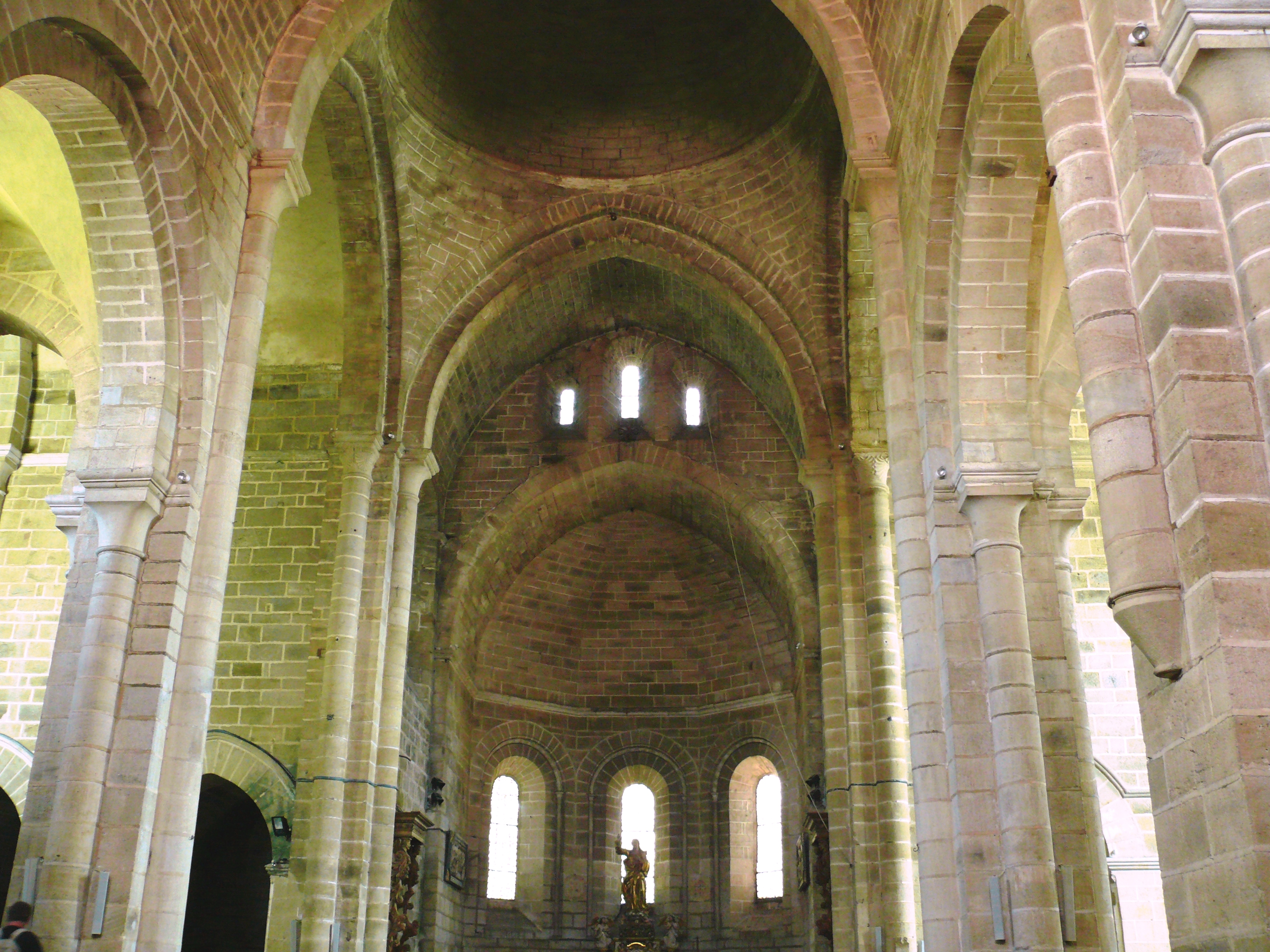
Vierung und Chor
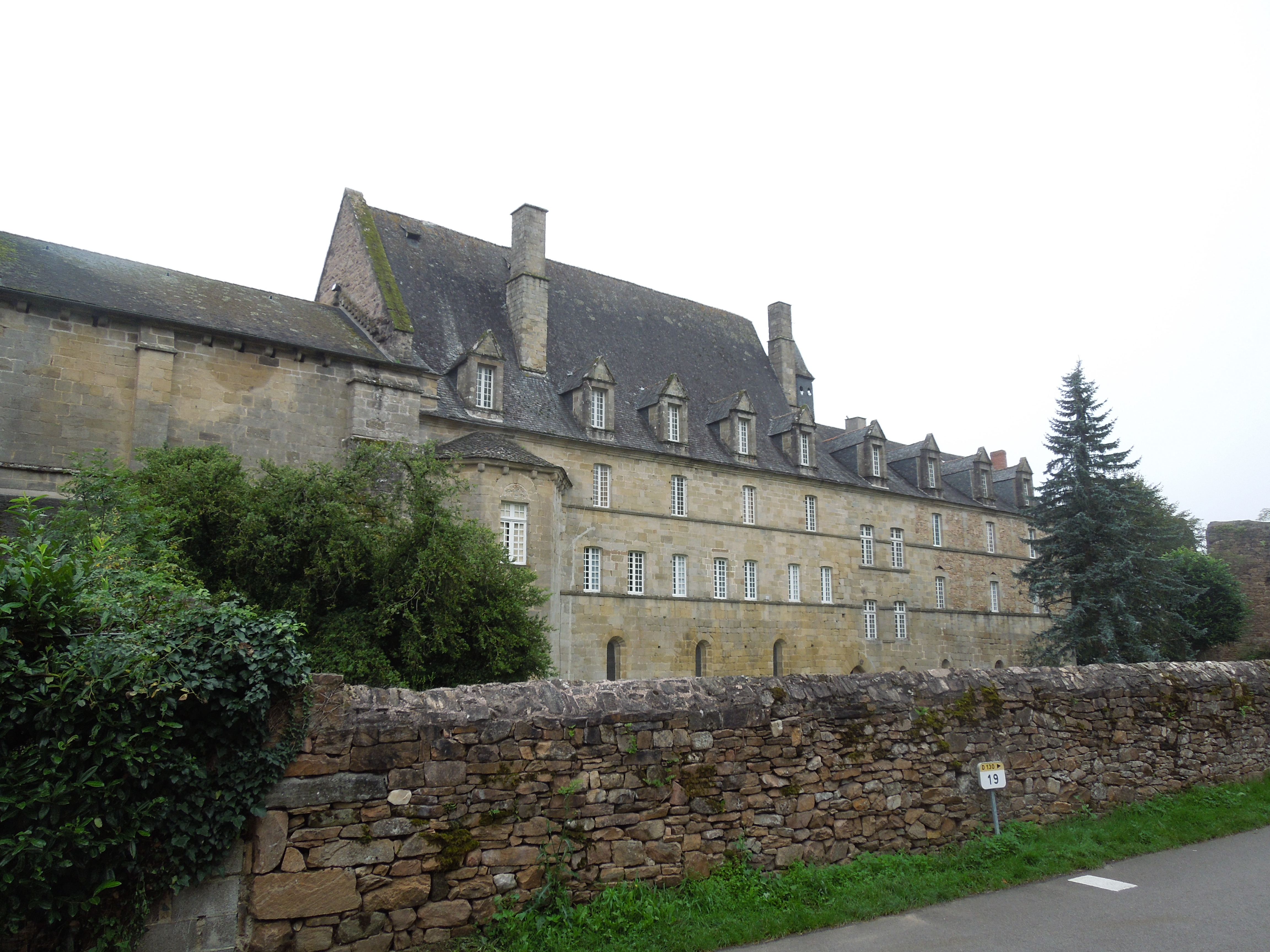
Wohntrakt des Klosters